# TikTok Awards
O TikTok Awards é uma premiação anual que celebra os criadores de conteúdo da plataforma TikTok no Brasil. A primeira edição do evento foi realizada em 15 de dezembro de 2021, no Teatro Alfa, em São Paulo.

## Edições
| Edição | Data                   | Local                 | Cidade    | Apresentação                                  | Ref.  |
| ------ | ---------------------- | --------------------- | --------- | --------------------------------------------- | ----- |
| 1.ª    | 15 de dezembro de 2021 | Teatro Alfa           | São Paulo | Sabrina Sato                                  | [ 4 ] |
| 2.ª    | 12 de dezembro de 2022 | Vibra São Paulo       | São Paulo | Sabrina Sato, Pedro Sampaio e Raphael Vicente | [ 5 ] |
| 3.ª    | 12 de dezembro de 2023 | Ginásio do Ibirapuera | São Paulo | Eliana, Giovanna Antonelli e Lucas Rangel     | [ 6 ] |
| 4.ª    | 17 de dezembro de 2024 | Distrito Anhembi      | São Paulo | Angélica e Fabão                              | [ 7 ] |

## Categorias

### Categorias atuais (2024)
- Vídeo do Ano
- Criador do Ano
- Estrela do Ano
- #TikTokModaEBeleza
- #TikTokMeFezOuvir
- #AprendaNoTikTok
- #TikTokMeFezAssistir
- #TikTokEsportes
- #TikTokReceita

### Categorias retiradas
- Entregou Tudo na For You
- Um Hit é um Hit
- Entretê de Milhões
- Isso aqui é a Elite!
- Zerou o Game
- Não Nasci, Estreei
- Artista TikTok
- Credo, Que Delícia!
- Arrume-se Comigo
- Surra de Beleza
- Quem Sabe Faz na Live
- Rindo Até 2022
- Chegou Brilhando
- Joga y joga
- Profissão: Gamer
- Hitou no TikTok
- Resenha de Viagem
- POV
- Dueta Comigo
- Deu Show
- Nunca foi Coadjuvante
- Good Video Well Played
- Fofoca? Aceito
- Pet do Ano

### Prêmios especiais
Musa das Trends
- 2021: Virginia Fonseca[8]
- 2022: Gkay[9]